# Gare de Fonsorbes
La gare de Fonsorbes est une ancienne gare ferroviaire française de la ligne de Toulouse à Boulogne-sur-Gesse, située sur le territoire de la commune de Fonsorbes, dans le département de la Haute-Garonne, en région Occitanie.
C'était une halte, mise en service en 1900 par la compagnie des chemins de fer du Sud-Ouest et définitivement fermée au trafic des voyageurs en 1949. Situé sur une section déclassée et déferrée, le bâtiment est toujours présent et réaffecté pour une utilisation privée.

## Situation ferroviaire
Établie à 176 mètres d'altitude, la gare de Fonsorbes était située au point kilométrique (PK) 17,8 de la ligne de Toulouse à Boulogne-sur-Gesse, entre la gare de Plaisance-du-Touch et la halte de Bontemps.

## Histoire
La gare de Fonsorbes est mise en service le 16 octobre 1900 par la compagnie des chemins de fer du Sud-Ouest.
La gare est ouverte au trafic des marchandises le 11 février 1901.
La gare ferme en même temps que la ligne, le 31 décembre 1949.

## Service des voyageurs
Gare fermée située sur une section de ligne déclassée.

## Patrimoine ferroviaire
L'ancien bâtiment voyageurs est devenu une habitation privée, après avoir été acquis par la municipalité en 1953.

## Galerie

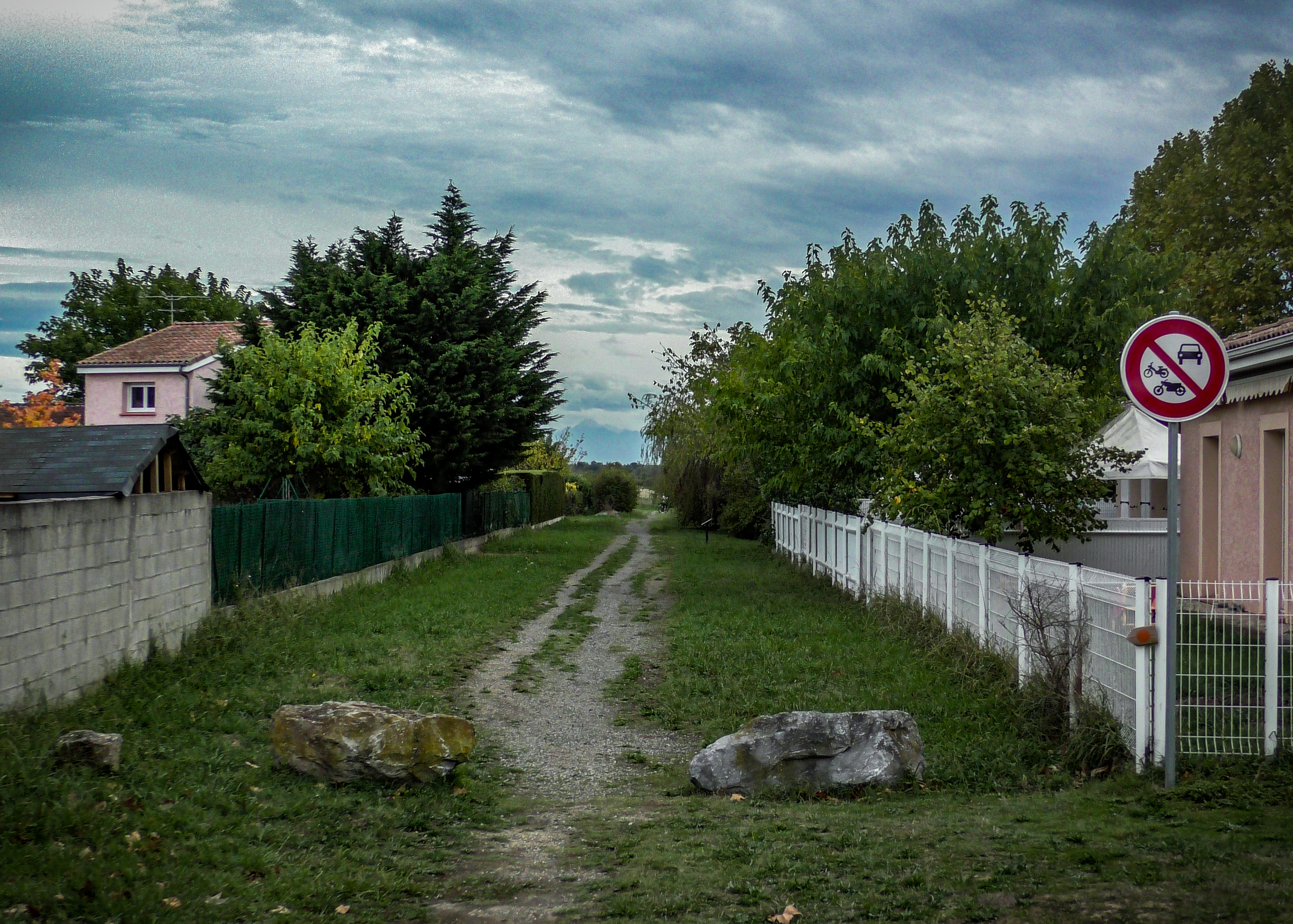
Les anciennes emprises ferroviaires ont laissé place à un chemin piétonnier[2].
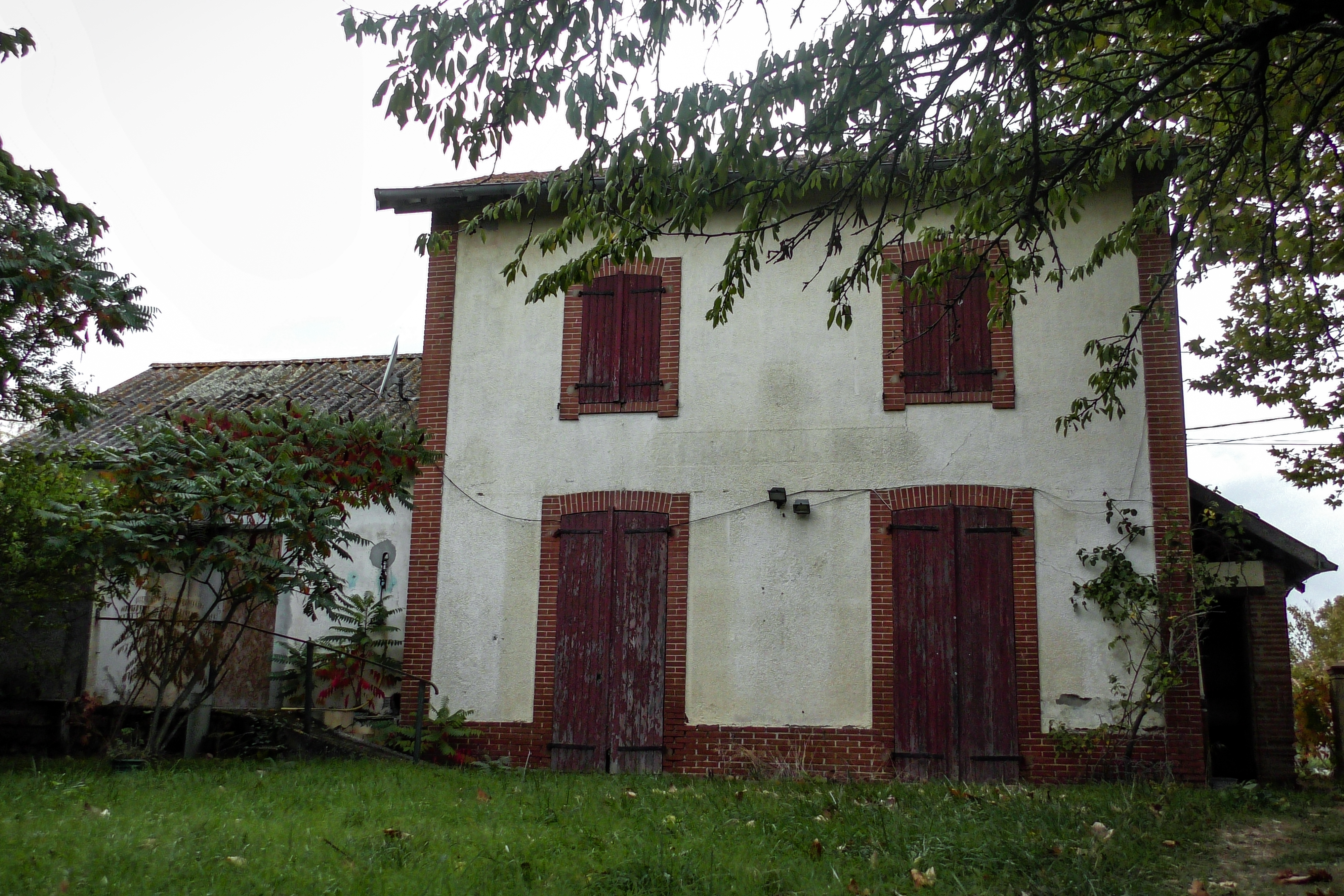
Arrière du bâtiment voyageurs, face aux anciennes emprises ferroviaires.
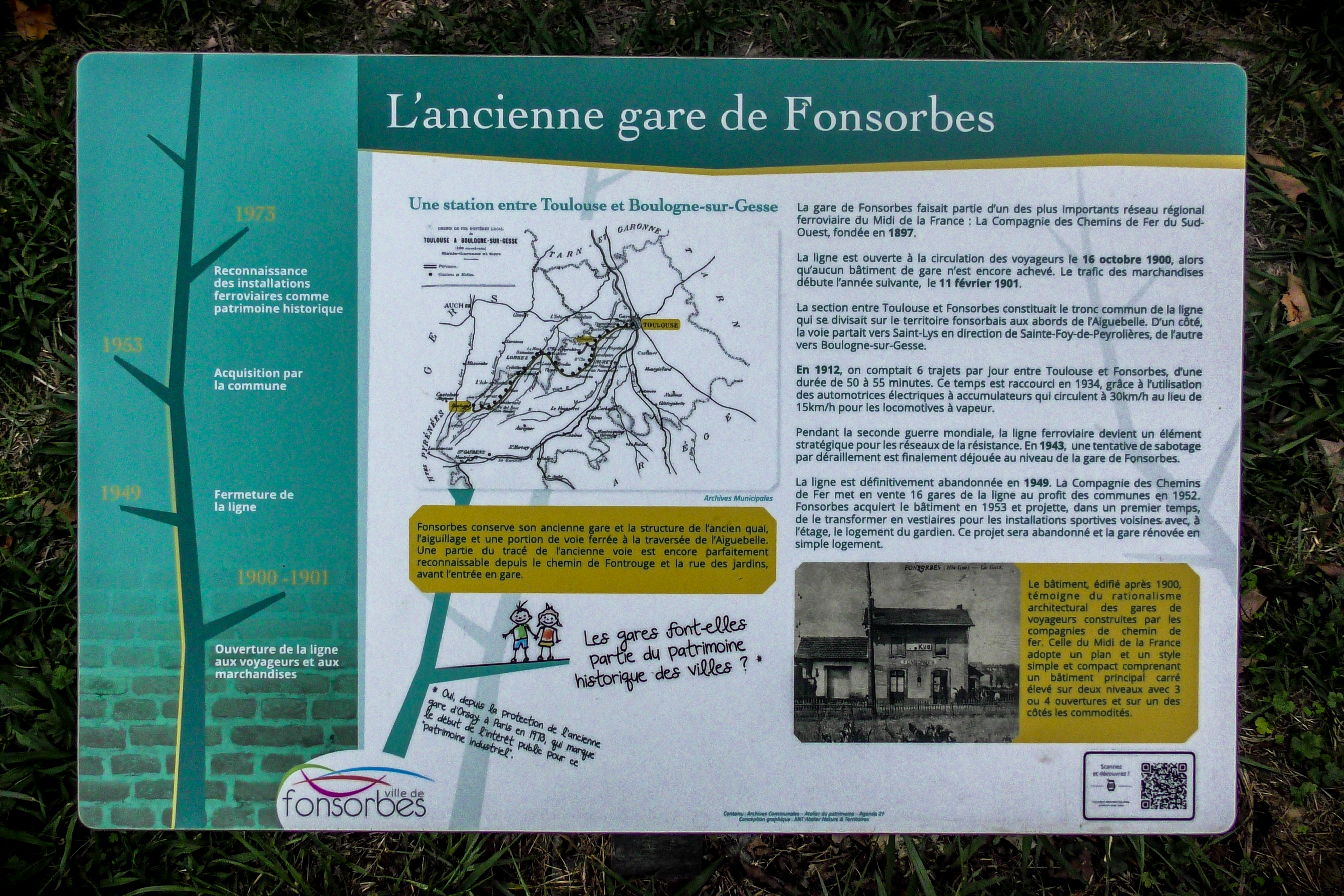
Plaque résumant l'histoire de la gare de Fonsorbes.